# Real Life (film)
Pour les articles homonymes, voir Real Life.
Pour plus de détails, voir Fiche technique et Distribution.
Real Life est un film américain de et avec Albert Brooks, sorti en 1979.
C'est son premier long métrage, inspiré du documentaire An American Family diffusé sur la chaîne PBS en 1973, un des premiers exemples de la téléréalité.

## Fiche technique
- Réalisation : Albert Brooks
- Scénario : Albert Brooks, Monica McGowan Johnson, Harry Shearer
- Production : Paramount Pictures
- Lieu de tournage : Phoenix, Arizona
- Musique : Mort Lindsey
- Montage : David Finfer
- Durée : 99 minutes
- Date de sortie : 23 mars 1979

## Distribution
- Dick Haynes : Councilman Harris
- Albert Brooks : Albert Brooks
- Matthew Tobin : Dr. Howard Hill
- J.A. Preston : Dr. Ted Cleary
- Joseph Schaffler : Paul Lowell
- Phyllis Quinn : Donna Stanley